# Білл Шенклі
Ві́льям «Білл» Ше́нклі (англ. Bill Shankly; 2 вересня 1913 року, Гленбак, Шотландія — 29 вересня 1981 року) — шотландський футболіст і тренер, якого вважають легендою «Ліверпуля». Офіцер Ордену Британської імперії. Йому спорудили пам'ятник поблизу клубного стадіону «Енфілд», одні з воріт до якого теж названі на честь шотландця.

## Життєпис
Білл Шенклі народився в маленькому шахтарському селищі Гленбак у шотландському графстві Східний Ейршир. У батьків окрім нього було ще дев'ятеро дітей. Білл — один із п'ятьох братів, які стали професійними футболістами. Його брат Боб став відомим тренером і привів клуб «Данді» до чемпіонського титулу 1962 року. Попри те, що дитинство Шенклі було важким, він з посмішкою згадував ці роки, пожартувавши одного разу, що поки йому не виповнилося 15 років, він жодного разу не приймав ванну.

## Кар'єра гравця
Кар'єра Білла Шенклі як гравця почалася в Шотландській юнацькій лізі, в якій він виступав за нині неіснуючий клуб «Кронбері Еглінгтон» і «Гленбак Черіпікерс». У липні 1932 року він привернув увагу скаутів і невдовзі підписав контракт з «Карлайл Юнайтед». Його дебют відбувся 31 грудня 1932 року в матчі проти «Рочдейла». У липні 1933 року, провівши лише 16 матчів у складі першої команди «Карлайла», він перейшов до «Престон Норт-Енд». Сума трансферу склала 500 фунтів.
Шенклі став ключовим гравцем «Престона», що вийшов 1934 року до Першого дивізіону, і взяв участь у двох фіналах Кубка Англії — у першому з них «Престон» поступився «Сандерленду» (1937), у другому — обіграв «Хаддерсфілд Таун» (1938).
У квітні 1938 року Шенклі дебютував у збірній Шотландії в матчі проти Англії, який його команда виграла з рахунком 1-0. Він провів за збірну ще 4 офіційних гри (і ще сім під час війни), але війна, що почалася 1939 року, поставила хрест на його кар'єрі гравця збірної.
Під час війни він виступав за «Нортгемптон Таун», «Ліверпуль», «Арсенал», «Кардіфф Сіті», «Болтон Вондерерз», «Лутон Таун» і «Партік Тісл», а також допоміг «Престону» виграти Кубок воєнного часу 1941 року. З початком сезону 1946/47 професійний футбол повернувся до Англії. Шенклі продовжував грати за «Престон», але йому було вже 33, і його кар'єра гравця була майже завершена.

## Кар'єра менеджера

### «Карлайл Юнайтед»
Шенклі завершив професійну кар'єру в березні 1949 року й майже відразу ж став тренером «Карлайл Юнайтед», де колись починав, як футболіст. Час, проведений біля керма «Карлайла», не було відзначено видатними досягненнями. Залишаючи клуб, він заявив про недостатню фінансову підтримку з боку ради директорів — усі десять наступних років ця фраза буде супроводжувати його в подорожі клубами північної Англії.

### «Грімсбі Таун», «Вокінгтон», «Хаддерсфілд Таун»
Шенклі не пройшов співбесіду в «Ліверпулі» і 1951 року очолив «Грімсбі Таун», потім 1953 року перейшов до «Вокінгтон» і, нарешті, в 1956 році — в «Хаддерсфілд Таун», де йому вдалося підписати талановитого 15-річного Деніса Лоу. Незважаючи на впевненість у тому, що Лоу ні в жодному разі не можна відпускати до іншої команди, за чотири роки, керівництво клубу прийняло пропозицію «Манчестер Сіті» і за 55 тисяч фунтів продало молоду зірку «містянам», що повністю суперечило планам Шенклі зі створення колективу, який буде битися за досягнення найвищих цілей. Амбіційному менеджерові бракувало підтримки з боку ради директорів у жодному з клубів, які він тренував у 1950-і. Але його талант і ентузіазм привернули увагу президента «Ліверпуля» Т. В. Вільямса, який 1959 року запропонував Шенклі очолити мерсисайдську команду.

### «Ліверпуль»
У грудні 1959 року Білл Шенклі став менеджером «Ліверпуля», з яким йому вдалося домогтися найбільших успіхів у своїй кар'єрі та покласти початок успіхам клубу 1970-х і 1980-х років. 1959 року «Ліверпуль» являв собою доволі жалюгідне видовище — клуб розташовувався в нижній частині таблиці Другого Дивізіону, мав старий стадіон і жахливі умови для тренувань. Вибір гравців теж був поганим. Єдиним козирем клубу того часу міг вважатися тренерський склад, до якого входили Джо Феган і Рубен Беннет, а також Боб Пейслі, який нещодавно завершив кар'єру. Спочатку Шенклі заявив, що ця трійця працюватиме на «Енфілді», поки він сам залишається тут.
Тренувальні поля в Мелвуді перебували в жахливому стані та майже заросли травою, а душова була взагалі тільки одна.
Досягнення Шенклі в «Ліверпулі» знайшли своє відображення в багатьох піснях вболівальників клубу (наприклад, Fields Of Anfield Road). Його ім'ям названо одні з воріт, що ведуть на «Енфілд».

## Висловлювання

### Про Білла Шенклі
Про любов Шенклі до футболу ходили легенди. Так легендарний захисник і капітан «червоних» Томмі Сміт свого часу сказав:
|  | Якщо в цей день не грав «Ліверпуль», він вирушав переглядати «Евертон». Якщо не грав і «Евертон», він їхав до Манчестера. Якщо нічого не було і в Манчестері, він переміщався до Ньюкасла. Якщо футболу цього дня не було взагалі, він йшов до парку і спостерігав, як грають діти. Якщо вони не грали у футбол, він сам організовував матч для них. |

### Висловлювання самого Шенклі
- Деякі вважають, що футбол — це життя. Чесно кажучи, мене засмучує ця позиція, тому що футбол — це більше, ніж життя!
- Судді не знають самого футболу, вони знають тільки його правила.
- Якщо ти перший, то ти перший. Якщо ти другий, то ти ніхто.
- Ми розгромили їх 0:0.
- Якщо ти не підтримуєш нас після поразок або нічиїх, нема чого нас підтримувати після перемог.
- Кажуть, що я в річницю весілля як подарунок відвів свою дружину на матч резерву Ліверпуля. Це неправда — що я дурень одружитися посеред сезону?

## Досягнення

### Гравець
- Кубок Англії: 1937–38
- Кубок Воєнного часу: 1941

### Тренер
- Перший дивізіон: 1963–64, 1965–66, 1972–73
- Кубок Англії: 1964–65, 1973–74
- Кубок УЄФА: 1972–73
- Другий дивізіон: 1962
- Суперкубок Англії: 1964, 1965 (розділений), 1966, 1974

### Індивідуальні досягнення
- Тренер року в Прем'єр-лізі: 1972–73[5]
- Найкращий тренер в історії футболу — 4 місце (FourFourTwo)[6]
- Найкращий тренер в історії футболу — 10 місце (ESPN)[7]
- Найкращий тренер в історії футболу — 10 місце (France Football)[8][9][10]
- Найкращий тренер в історії футболу — 20 місце (World Soccer)[11][12]
- Член Залу Слави англійського футболу: 2002
- Член Залу Слави шотландського футболу: 2004[13]

## Тренерська статистика
| Клуб        | З    | По   | Матчі | В   | П   | Н   | % перемог |
| ----------- | ---- | ---- | ----- | --- | --- | --- | --------- |
| Карлайл     | 1949 | 1951 | 108   | 48  | 27  | 33  | 44.44     |
| Гримсбі     | 1951 | 1953 | 80    | 47  | 17  | 16  | 58.75     |
| Хаддерсфілд | 1956 | 1959 | 134   | 49  | 50  | 35  | 36.57     |
| Ливерпуль   | 1959 | 1974 | 753   | 393 | 175 | 185 | 52.19     |
| Разом       |      |      | 1075  | 537 | 269 | 269 | 49.95     |